# Сельский округ Малика Габдуллина
Се́льский окру́г Мали́ка Габду́ллина (каз. Мәлік Ғабдуллин ауылдық округі) — административная единица в составе Зерендинского района Акмолинской области Республики Казахстан. Административный центр — село Малика Габдуллина.

## География
Сельский округ расположен на юге района, граничит:
- на востоке со сельским округом имени Конай-бия,
- на юго-востоке с Бурабайским районом,
- на юге с Кызылегисским сельским округом,
- на западе с Зерендинским сельским округом,
- на севере с Чаглинским сельским округом.

На территории сельского округа находится крупное озеро Малотюктинское.

## История
В 1989 году существовал как Пухальский сельсовет (сёла Пухальское, Серафимовка, Дороговка, Малые Тюкты, аул Койсалган). 
В 1997 году преобразован в сельский округ.
В 2010 году переименован в сельский округ Малика Габдуллина.

## Население
| Численность населения | Численность населения | Численность населения |
| 1989                  | 1999                  | 2009                  |
| --------------------- | --------------------- | --------------------- |
| 2038                  | ↘1629                 | ↘1213                 |

## Состав
В состав сельского округа входят 5 населённых пунктов.
| № | Населённый пункт  | Тип населённого пункта       | Население, 1989 | Население, 1999 | Население, 2009 |
| - | ----------------- | ---------------------------- | --------------- | --------------- | --------------- |
| 1 | Дороговка         | село                         | 326             | 232             | 173             |
| 2 | Койсалган         | село                         | 9               | 51              | 31              |
| 3 | Малика Габдуллина | село, административный центр | 1 053           | 773             | 555             |
| 4 | Малые Тюкты       | аул                          | 270             | 282             | 219             |
| 5 | Серафимовка       | село                         | 380             | 291             | 235             |